# 성페로몬
성페로몬(sex pheromone)은 같은 종의 개체를 성적으로 유혹하여 짝짓기를 하거나, 다른 성적인 번식과 밀접하게 연관된 다른 기능을 수행하기 위해 생명체가 방출하는 페로몬의 일종이다. 성페로몬은 암컷이 번식하거나, 이성을 유혹하거나, 종이나 성, 유전자형에 관한 정보를 전달하는 등의 기능에 특화되어 있다. 암컷의 냄새에 의하여 수컷이 유인되는 곤충의 예는 현재 160종 가량이 알려져 있는데 배버들나방·알락나방·배추밤나방 등이 그 대부분을 차지하고 있다.
곤충의 성페로몬은 해충을 관리하고 잡는 데에 활용법이 발견되고 있다.

## 역사
프랑스의 곤충학자 파브르는 곤충의 성유인 물질에 흥미를 느끼고 최초로 관찰과 실험을 하였다. 그는 <곤충기>에 다음과 같이 보고하고 있다. 우아한 큰공작나방의 암컷을 철망으로 된 새장 속에 넣어두었더니, 밤 9시경이 되어 수컷 나방이 약 40마리나 모여들었다. 파브르는 암컷을 놓아둔 장소와 주위의 상황으로 보아, 수컷이 빛을 보고 모여든 것이라고는 생각할 수 없었으므로, 후각이나 청각에 의지하여 수컷이 모여든 것이라 생각하였다.
파브르는 먼저 새장 안에 암컷 나방과 함께 나프탈린을 놓아 나방의 냄새를 없애려 하였으나, 아무런 효과도 없이 수컷 나방은 여전히 모여들었다. 또 그는 수컷의 시각이 암컷을 발견하는 수단이 될지도 모른다고 생각하여, 유리 용기에 암컷을 넣어보았더니 밤이 되어도 수컷은 모이지 않았다.
파브르는 이같이 강한 집착으로 관찰과 실험을 계속한 결과, 수컷이 모이는 것은 어떤 물질에 유인되기 때문이며, 암컷에서 발산되는 것은 우리들의 후각으로는 감지할 수 없는 에테르파(波)라고 생각하기에 이르렀다.
최근에는 화학자·생리학자 등의 노력에 의하여 곤충이 지닌 성유인 물질의 역할과 성질이 차츰 밝혀지고 있다.

## 활용

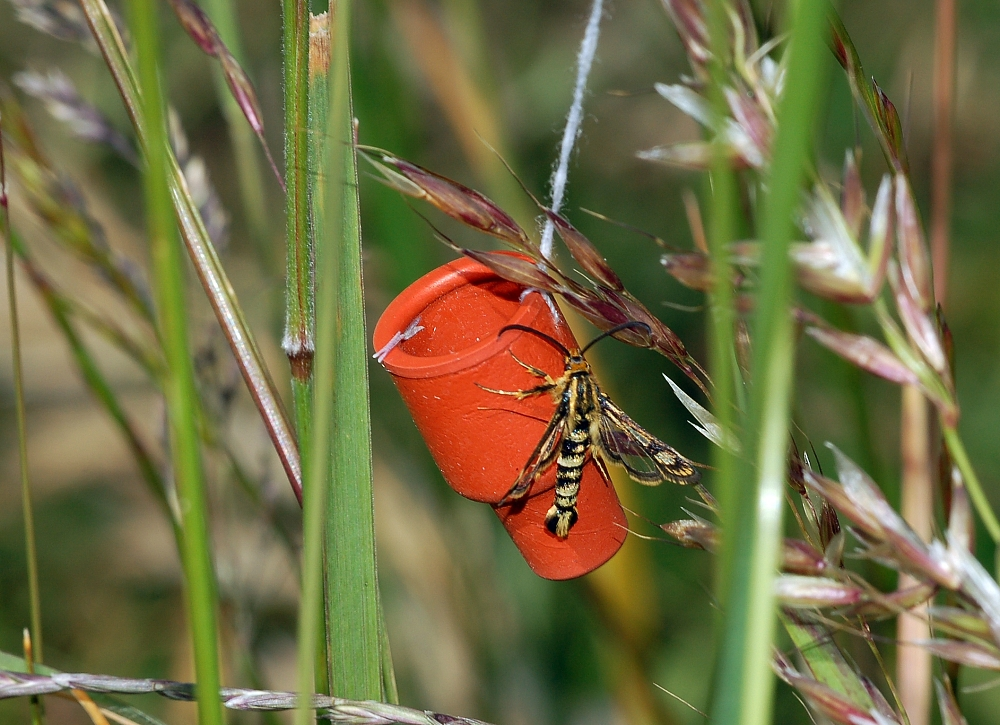
해충 관리를 위해 사용되는 페로몬 함정.

성페로몬은 해충 관리와 조절에 활용법이 발견되었다. 해충을 끌어들이고 조절이 필요한지 조사하기 위한 표본을 얻기 위해 페로몬 함정이 사용된다. 관리를 위해 해충 종의 짝짓기를 방해할 수 있는 더 많은 양의 성페로몬을 방출한다. 이로 인해 수컷은 암컷을 찾기 힘들어지고, 그들의 페로몬 신호가 전달되는 것을 효과적으로 막을 수 있으며, 해충을 끌어들여 직접 제거할 수 있다. 예를 들어 Zeiraphera canadensis의 조절에 대한 연구는 이 종이 짝짓기 동안 방출하는 페로몬인 E-9-테트라데세닐-아세트산염의 활용에 집중했다.

## 참고 문헌
1. ↑  Foster, S. P.; Harris, M. O. (1997). “Behavioral Manipulation Methods for Insect Pest Management”. 《Annual Review of Entomology》 42 (1): 123–146. doi:10.1146/annurev.ento.42.1.123. PMID 15012310.
2. ↑  Turgeon, Jean J. (1992). “Status of research on the development of management tactics and strategies for the spruce bud moth in white spruce plantations”. 《The Forestry Chronicle》 68 (5): 614–622. doi:10.5558/tfc68614-5.